# Maloure
Maloure (ou Malure) est un village du Cameroun situé dans le département du Noun et la Région de l'Ouest. Il fait partie de l'arrondissement de Njimom.

## Population
En 1967, la localité comptait 459 habitants, principalement Bamoun. Lors du recensement de 2005, on y a dénombré 1 325 personnes.